# Stora Gålsjön
Stora Gålsjön är en sjö i Nora kommun i Västmanland och ingår i Norrströms huvudavrinningsområde. Sjön har en area på 0,591 kvadratkilometer och ligger 166,1 meter över havet.

## Delavrinningsområde
Stora Gålsjön ingår i det delavrinningsområde (660376-146201) som SMHI kallar för Mynnar i Dyltaån. Medelhöjden är 127 meter över havet och ytan är 31,35 kvadratkilometer. Det finns inga avrinningsområden uppströms utan avrinningsområdet är högsta punkten. Vattendraget som avvattnar avrinningsområdet har biflödesordning 4, vilket innebär att vattnet flödar genom totalt 4 vattendrag innan det når havet efter 211 kilometer. Avrinningsområdet består mestadels av skog (76 procent) och jordbruk (10 procent). Avrinningsområdet har 0,65 kvadratkilometer vattenytor vilket ger det en sjöprocent på 1 procent.